# Астрономічно-геофізична обсерваторія Головець
Астрономічно-геофізична обсерваторія Головець (словен. Astronomsko-geofizikalni observatorij Golovec, англ. Golovec Astronomical and Geophysical Observatory) — словенська національна астрономічна та геофізична обсерваторія в лісі Головець в Любляні. Астрономічна частина обсерваторії є педагогічним закладом факультету математики і фізики Люблянського університету. 

## Історія
Обсерваторія була заснована в 1949 році за ініціативою Франа Домінка як перша університетська обсерваторія із завданням створити умови для розвитку словенської професійної астрономії. Будівництво велося з 1954 по 1959 рік. У 1958 році був побудований окремий 5,5-метровий купол, в якому в 1960 році було встановлено рефрактор Askania Bamberg діаметром 16 см, зроблений близько 1905 року, який використовувався здебільшого для спостереження за Сонцем. Першим директором обсерваторії був Домінко. Більшість перших астрономічних інструментів обсерваторія отримала від Белградської астрономічної обсерваторії, які ще раніше міжвоєнна Югославія отримала як частину воєнних репарацій від Німеччини за Першу світову війну. Сьогодні ці інструменти знаходяться в Технічному музеї Словенії.
У 2004 році в обсерваторії встановили сучасний 70-сантиметровий Рефрактор Вега. При обсерваторії діє астрономічна бібліотека. Обсерваторія співпрацює з обсерваторією Чрний Врх.

## Директори обсерваторії
- Фран Домінко[sl]
- Владімір Рібаріч
- Андрій Чадеж[sl]

## Діяльність
Обсерваторія проводить наукові дослідження за такими темами, як фотометрія нових і наднових зір, оптичні характеристики гамма-спалахів, спектроскопія, комети, пульсари, чорні діри.
Також вона використовується для навчання студентів, проводить групові екскурсії та дні відкритих дверей.